# Mabululu
Agostinho Cristóvão Paciência, meglio noto come Mabululu (Luanda, 1º giugno 1992), è un calciatore angolano, attaccante dell'Al-Ahly Tripoli e della nazionale angolana.

## Biografia
È fratello di Jó Paciência, anch'egli calciatore.

## Carriera

### Club
Dopo 15 anni di numerose esperienze in patria, nel 2021 passa all'Al-Ittihad di Alessandria, con cui, in 3 anni, mette a segno 43 goal in 81 presenze tra le varie competizioni. L'8 settembre 2024 passa all'Al-Ahly di Tripoli, debuttando nella partita di Coppa della Confederazione CAF, con una rete dopo 17 minuti che sigla il momentaneo vantaggio dei libici sui tanzaniani del Simba; la partita verrà poi ribaltata e terminerà 3-1.

### Nazionale
Ha esordito con l'Angola il 26 giugno 2013, nella vittoria per 1-0 contro l'eSwatini. Segna il suo primo goal in nazionale il 14 luglio dello stesso anno, nella sconfitta ai rigori contro il Lesotho. Mai convocato dal 2014 al 2018, ha preso poi parte alle edizioni 2019 e 2023 della Coppa d'Africa.

## Statistiche

### Presenze e reti nei club
Statistiche aggiornate al 26 dicembre 2023.
| Stagione                      | Squadra                       | Campionato                    | Campionato | Campionato | Coppe nazionali | Coppe nazionali | Coppe nazionali | Coppe continentali | Coppe continentali | Coppe continentali | Altre coppe | Altre coppe | Altre coppe | Totale | Totale |
| Stagione                      | Squadra                       | Comp                          | Pres       | Reti       | Comp            | Pres            | Reti            | Comp               | Pres               | Reti               | Comp        | Pres        | Reti        | Pres   | Reti   |
| ----------------------------- | ----------------------------- | ----------------------------- | ---------- | ---------- | --------------- | --------------- | --------------- | ------------------ | ------------------ | ------------------ | ----------- | ----------- | ----------- | ------ | ------ |
| 2021-2022                     | Al-Ittihad Alessandria        | PL                            | 24         | 13         | CE              | 1               | 1               | -                  | -                  | -                  | -           | -           | -           | 25     | 14     |
| 2022-2023                     | Al-Ittihad Alessandria        | PL                            | 32         | 16         | CE              | 1               | 0               | -                  | -                  | -                  | -           | -           | -           | 33     | 16     |
| 2023-2024                     | Al-Ittihad Alessandria        | PL                            | 7          | 6          | CE              | 0               | 0               | -                  | -                  | -                  | -           | -           | -           | 7      | 6      |
| Totale Al-Ittihad Alessandria | Totale Al-Ittihad Alessandria | Totale Al-Ittihad Alessandria | 63         | 35         |                 | 2               | 1               |                    | -                  | -                  |             | -           | -           | 65     | 47     |
| Totale carriera               | Totale carriera               | Totale carriera               | 63         | 35         |                 | 2               | 1               |                    | -                  | -                  |             | -           | -           | 65     | 47     |

### Cronologia presenze e reti in nazionale
| Cronologia completa delle presenze e delle reti in nazionale ― Angola | Cronologia completa delle presenze e delle reti in nazionale ― Angola | Cronologia completa delle presenze e delle reti in nazionale ― Angola | Cronologia completa delle presenze e delle reti in nazionale ― Angola | Cronologia completa delle presenze e delle reti in nazionale ― Angola | Cronologia completa delle presenze e delle reti in nazionale ― Angola | Cronologia completa delle presenze e delle reti in nazionale ― Angola | Cronologia completa delle presenze e delle reti in nazionale ― Angola |
| Data                                                                  | Città                                                                 | In casa                                                               | Risultato                                                             | Ospiti                                                                | Competizione                                                          | Reti                                                                  | Note                                                                  |
| --------------------------------------------------------------------- | --------------------------------------------------------------------- | --------------------------------------------------------------------- | --------------------------------------------------------------------- | --------------------------------------------------------------------- | --------------------------------------------------------------------- | --------------------------------------------------------------------- | --------------------------------------------------------------------- |
| 23-6-2013                                                             | Lobamba                                                               | eSwatini                                                              | 0 – 1                                                                 | Angola                                                                | Q. Campionato delle Nazioni Africane 2014                             | -                                                                     |                                                                       |
| 29-6-2013                                                             | Luanda                                                                | Angola                                                                | 1 – 0                                                                 | eSwatini                                                              | Q. Campionato delle Nazioni Africane 2014                             | -                                                                     |                                                                       |
| 14-7-2013                                                             | Kitwe                                                                 | Angola                                                                | 1 – 1 dts (3 – 5 dtr)                                                 | Lesotho                                                               | Coppa COSAFA 2013 - Quarti di finale                                  | 1                                                                     | 80’                                                                   |
| 16-7-2013                                                             | Kitwe                                                                 | Malawi                                                                | 2 – 3                                                                 | Angola                                                                | Coppa COSAFA 2013 - Semifinale 5º posto                               | 2                                                                     | 19’                                                                   |
| 18-7-2013                                                             | Kitwe                                                                 | Angola                                                                | 0 – 1                                                                 | Mozambico                                                             | Coppa COSAFA 2013 - Finale 5º posto                                   | -                                                                     | 33’                                                                   |
| 31-8-2013                                                             | Benguela                                                              | Angola                                                                | 1 – 1                                                                 | Mozambico                                                             | Q. Campionato delle Nazioni Africane 2014                             | -                                                                     | 46’                                                                   |
| 7-9-2013                                                              | Cabinda                                                               | Uganda                                                                | 4 – 1                                                                 | Liberia                                                               | Qual. Mondiali 2014                                                   | 1                                                                     | 65’                                                                   |
| 16-10-2018                                                            | Nouakchott                                                            | Mauritania                                                            | 1 – 0                                                                 | Angola                                                                | Qual. Coppa d'Africa 2019                                             | -                                                                     | 83’                                                                   |
| 18-11-2018                                                            | Luanda                                                                | Angola                                                                | 2 – 1                                                                 | Burkina Faso                                                          | Qual. Coppa d'Africa 2019                                             | -                                                                     | 90+3’                                                                 |
| 8-6-2019                                                              | Penafiel                                                              | Angola                                                                | 2 – 0                                                                 | Guinea-Bissau                                                         | Amichevole                                                            | 1                                                                     | 46’                                                                   |
| 29-6-2019                                                             | Suez                                                                  | Mauritania                                                            | 0 – 0                                                                 | Angola                                                                | Coppa d'Africa 2019 - 1º turno                                        | -                                                                     | 78’                                                                   |
| 2-7-2019                                                              | Ismailia                                                              | Angola                                                                | 0 – 1                                                                 | Mali                                                                  | Coppa d'Africa 2019 - 1º turno                                        | -                                                                     | 81’                                                                   |
| 10-9-2019                                                             | Luanda                                                                | Angola                                                                | 2 – 1                                                                 | Gambia                                                                | Qual. Mondiali 2022                                                   | -                                                                     | 87’                                                                   |
| 14-11-2020                                                            | Kinshasa                                                              | RD del Congo                                                          | 0 – 0                                                                 | Angola                                                                | Qual. Coppa d'Africa 2021                                             | -                                                                     | 90+3’                                                                 |
| 17-11-2020                                                            | Luanda                                                                | Angola                                                                | 0 – 1                                                                 | RD del Congo                                                          | Qual. Coppa d'Africa 2021                                             | -                                                                     | 83’                                                                   |
| 17-11-2022                                                            | Johannesburg                                                          | Angola                                                                | 1 – 0                                                                 | Botswana                                                              | Amichevole                                                            | 1                                                                     |                                                                       |
| 20-11-2022                                                            | Durban                                                                | Sudafrica                                                             | 1 – 1                                                                 | Angola                                                                | Amichevole                                                            | -                                                                     | 40’ 78’                                                               |
| 27-3-2023                                                             | Luanda                                                                | Angola                                                                | 1 – 1                                                                 | Ghana                                                                 | Qual. Coppa d'Africa 2023                                             | -                                                                     | 68’                                                                   |
| 17-6-2023                                                             | Douala                                                                | Rep. Centrafricana                                                    | 1 – 2                                                                 | Angola                                                                | Qual. Coppa d'Africa 2023                                             | -                                                                     | 80’ 90+3’                                                             |
| 7-9-2023                                                              | Lubango                                                               | Angola                                                                | 0 – 0                                                                 | Madagascar                                                            | Qual. Coppa d'Africa 2023                                             | -                                                                     | 81’                                                                   |
| 13-10-2023                                                            | Faro                                                                  | Angola                                                                | 1 – 1                                                                 | Mozambico                                                             | Amichevole                                                            | -                                                                     |                                                                       |
| 17-10-2023                                                            | Setúbal                                                               | Angola                                                                | 0 – 0                                                                 | RD del Congo                                                          | Amichevole                                                            | -                                                                     |                                                                       |
| 16-11-2023                                                            | Praia                                                                 | Capo Verde                                                            | 0 – 0                                                                 | Angola                                                                | Qual. Mondiali 2026                                                   | -                                                                     | 88’                                                                   |
| 10-1-2024                                                             | Dubai                                                                 | Bahrein                                                               | 0 – 3                                                                 | Angola                                                                | Amichevole                                                            | 1                                                                     |                                                                       |
| 15-1-2024                                                             | Bouaké                                                                | Algeria                                                               | 1 – 1                                                                 | Angola                                                                | Coppa d'Africa 2023 - 1º turno                                        | 1                                                                     | 41’                                                                   |
| 20-1-2024                                                             | Bouaké                                                                | Mauritania                                                            | 2 – 3                                                                 | Angola                                                                | Coppa d'Africa 2023 - 1º turno                                        | -                                                                     |                                                                       |
| 23-1-2024                                                             | Yamoussoukro                                                          | Angola                                                                | 2 – 2                                                                 | Burkina Faso                                                          | Coppa d'Africa 2023 - 1º turno                                        | 1                                                                     | 36’ 77’                                                               |
| 27-1-2024                                                             | Bouaké                                                                | Angola                                                                | 3 – 0                                                                 | Namibia                                                               | Coppa d'Africa 2023 - Ottavi di finale                                | 1                                                                     | 84’                                                                   |
| 2-2-2024                                                              | Abidjan                                                               | Nigeria                                                               | 1 – 0                                                                 | Angola                                                                | Coppa d'Africa 2023 - Quarti di finale                                | -                                                                     | 72’                                                                   |
| 22-3-2024                                                             | Agadir                                                                | Marocco                                                               | 1 – 0                                                                 | Angola                                                                | Amichevole                                                            | -                                                                     |                                                                       |
| 7-6-2024                                                              | Lubango                                                               | Angola                                                                | 1 – 0                                                                 | eSwatini                                                              | Qual. Mondiali 2026                                                   | 1                                                                     | 34’ 46’                                                               |
| 11-6-2024                                                             | Luanda                                                                | Angola                                                                | 1 – 1                                                                 | Camerun                                                               | Qual. Mondiali 2026                                                   | -                                                                     | 73’                                                                   |
| 5-9-2024                                                              | Kumasi                                                                | Ghana                                                                 | 0 – 1                                                                 | Angola                                                                | Qual. Coppa d'Africa 2025                                             | -                                                                     | 76’                                                                   |
| 8-9-2024                                                              | Talatona                                                              | Angola                                                                | 2 – 1                                                                 | Sudan                                                                 | Qual. Coppa d'Africa 2025                                             | 1                                                                     | 38’ 88’                                                               |
| 11-10-2024                                                            | Luanda                                                                | Angola                                                                | 2 – 0                                                                 | Niger                                                                 | Qual. Coppa d'Africa 2025                                             | 1                                                                     | 79’                                                                   |
| 25-3-2025                                                             | Luanda                                                                | Angola                                                                | 1 – 2                                                                 | Capo Verde                                                            | Qual. Mondiali 2026                                                   | -                                                                     | 69’                                                                   |
| Totale                                                                |                                                                       | Presenze                                                              | 38                                                                    |                                                                       | Reti                                                                  | 12                                                                    |                                                                       |

## Palmarès

### Club

#### Competizioni nazionali
- Coppa d'Angola: 1

Petro Atlético: 2012

### Individuale
- Capocannoniere del campionato angolano: 1

2018-2019 (14 gol)
- Capocannoniere del campionato egiziano: 1

2022-2023 (16 gol)